# Rinerhorn
Das Rinerhorn ist ein 2528 m ü. M. hoher Berg in den Albula-Alpen im schweizerischen Kanton Graubünden. Auf der Westflanke und auf der nördlichen Gratkuppe befindet sich das Skigebiet Rinerhorn. Der Name Rinerhorn lässt sich darauf zurückführen, dass der Talfluss Landwasser, wie andere Bäche in dem Gebiet auch, ursprünglich als Rin (Rhein) bezeichnet wurden.

## Lage und Umgebung
Das Rinerhorn wird im Westen vom Landwassertal und im Osten vom Sertigtal eingegrenzt, deren Bäche am Nordabhang des Berges zusammenfliessen. Es befindet sich komplett auf Gemeindegebiet von Davos. Das Horn bildet die Nordspitze eines Bergkamms, der sich von Süden nach Norden zieht. Benachbarte Berge sind im Süden neben Marchhüreli (2578 m ü. M.) und Leidbachhorn (2908 m ü. M.) das 3006 Meter hohe Älplihorn und im weiteren Verlauf des Kamms das Chrachenhorn mit 2891 Meter Höhe. Benachbarte Orte sind im Norden das etwa acht Kilometer Luftlinie entfernte Davos, im Westen, unmittelbar unterhalb des Horns, die Siedlung Glaris und im östlich gelegenen Sertigtal der Ort Sertig Dörfli. Häufiger Ausgangspunkt für die Besteigung des Gipfels ist die Bergstation der Gondelbahn (Stn. Jatzmeder-Rinerhorn).

## Erschliessung
An den Osthängen des Rinerhorns besteht seit den 1960er Jahren ein Skigebiet, welches von den Bergbahnen Rinerhorn betrieben wird. Es reicht bis zu einer Höhe von 2492 Metern am Nüllischgrat hinauf. Neben der Rinerhornbahn (Gondelbahn) gibt es vier Schlepplifte. Es ist Bestandteil des Wintersportgebiets Davos Klosters Mountains.

## Routen zum Gipfel

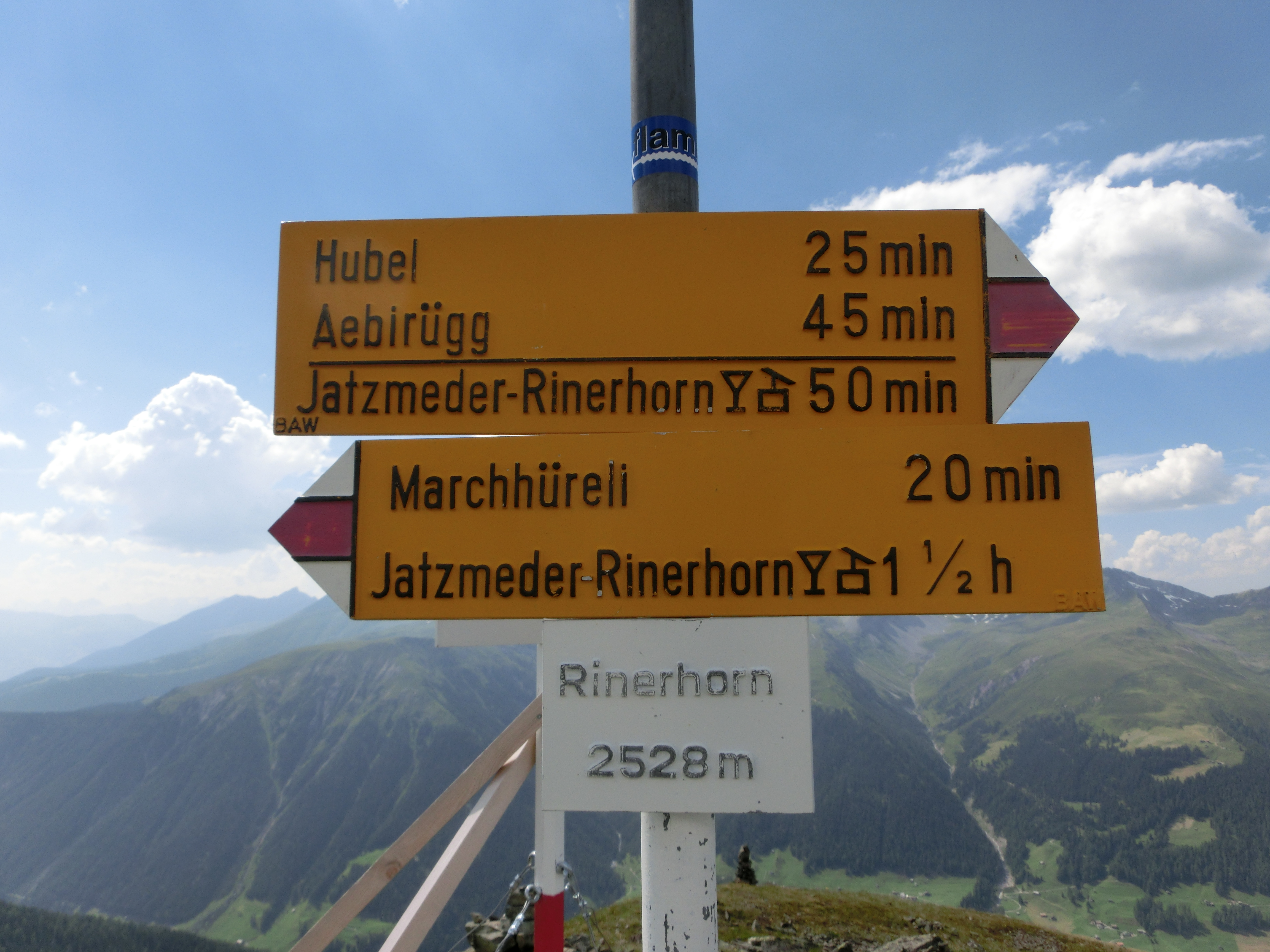
Wegweiser auf dem Gipfel

Da das Rinerhorn allseitig mit Wald- und Grasflächen bedeckt ist, bereitet eine Besteigung keinerlei Schwierigkeiten. Markierte Wanderwege erschliessen den Berggipfel von Glaris (1455 m ü. M.) aus in 3½ Stunden oder von der Seilbahn-Bergstation Jatzmeder der Rinerhornbahn (2053 m ü. M.) in 1½ Stunden Gehzeit. Die Aussicht vom Rinerhorn hinunter ins Davoser Tal soll, laut Führer, „prächtig“ sein.

## Galerie

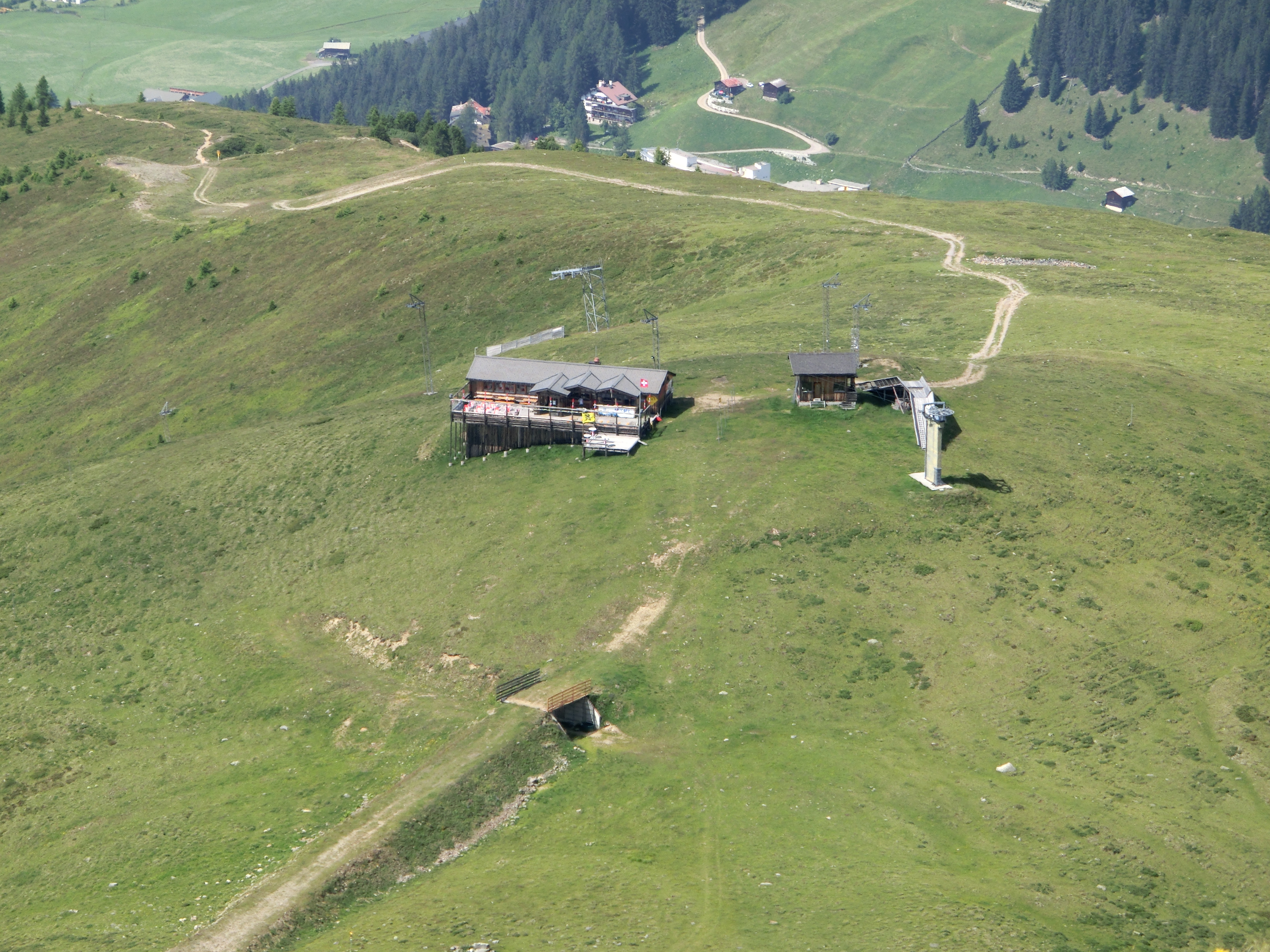
Bergstation Hubel auf dem Nordgrat.
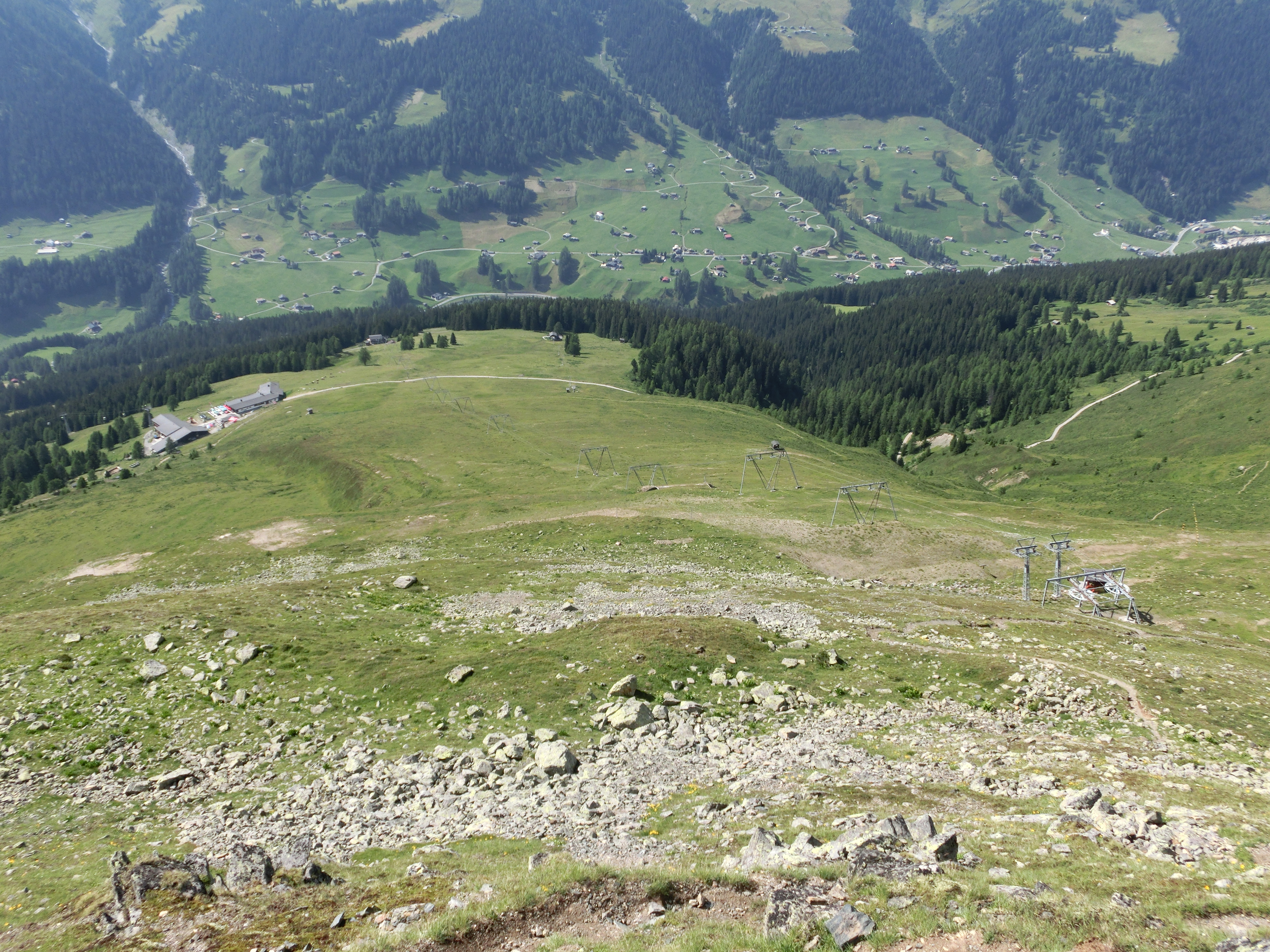
Stn. Jatzmeden-Rinerhorn und Bergstation Juonli auf der Westflanke.
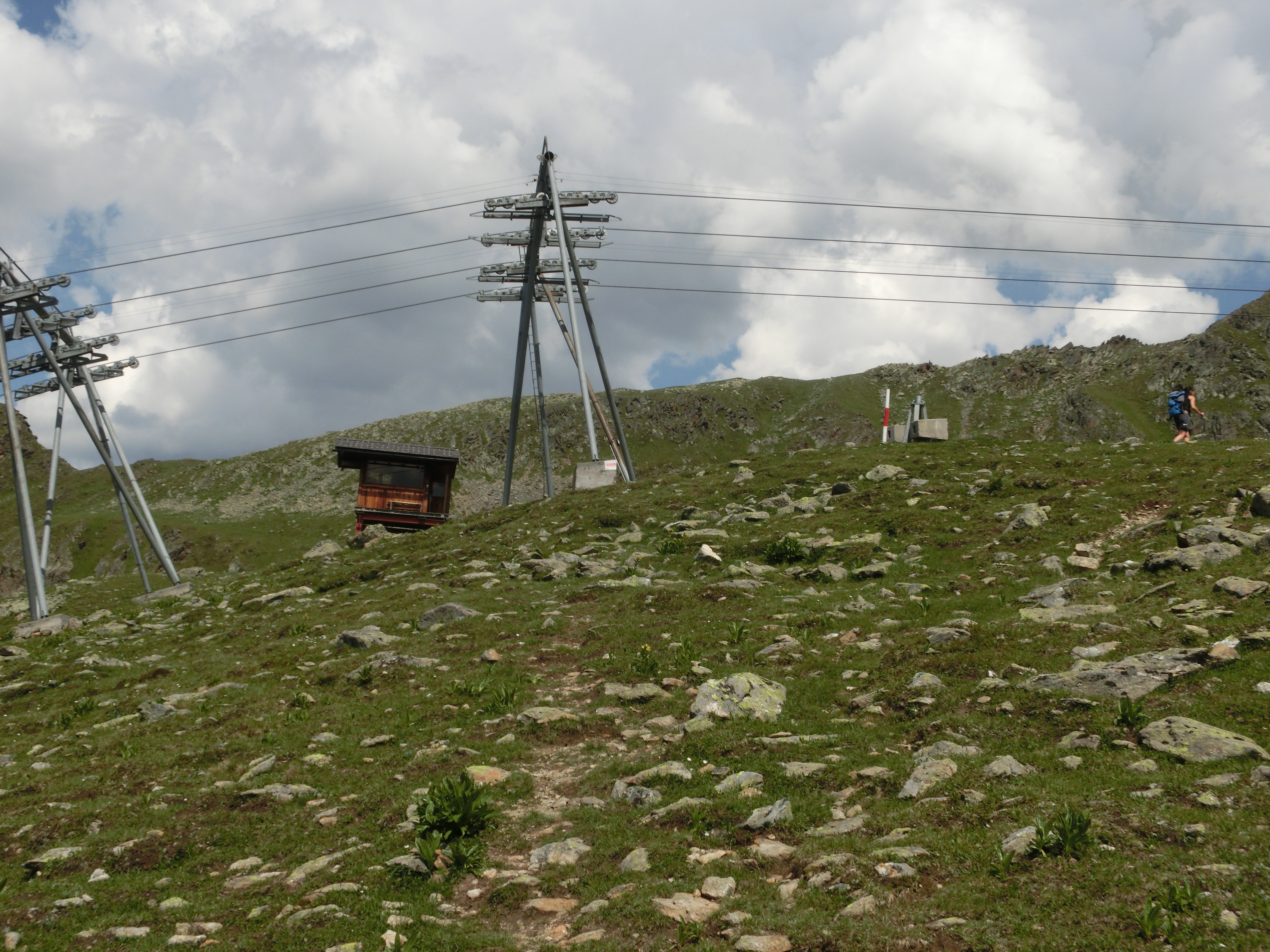
Bergstation Nüllisch im Süden des Rinerhorn.
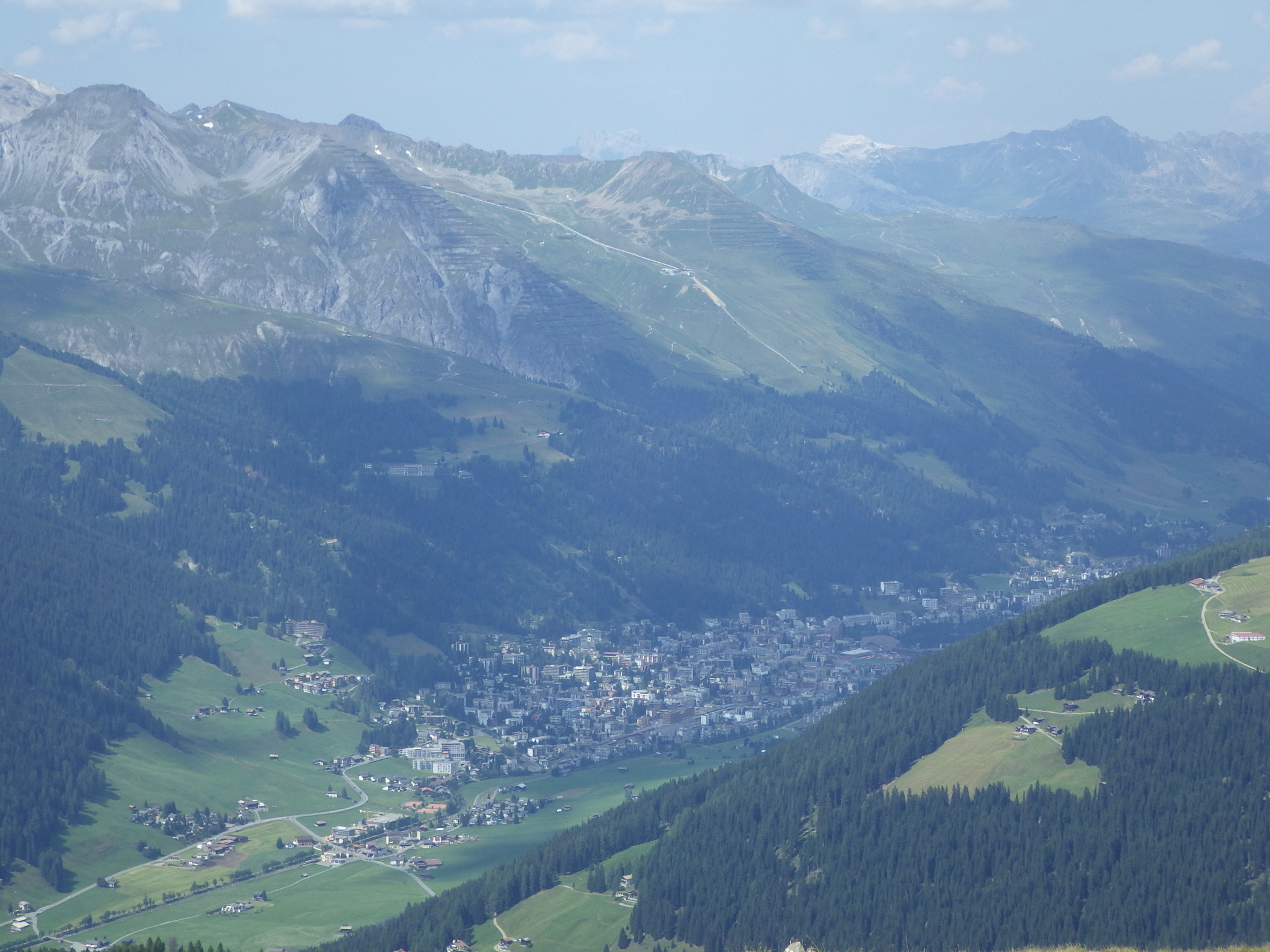
Aussicht auf Davos.
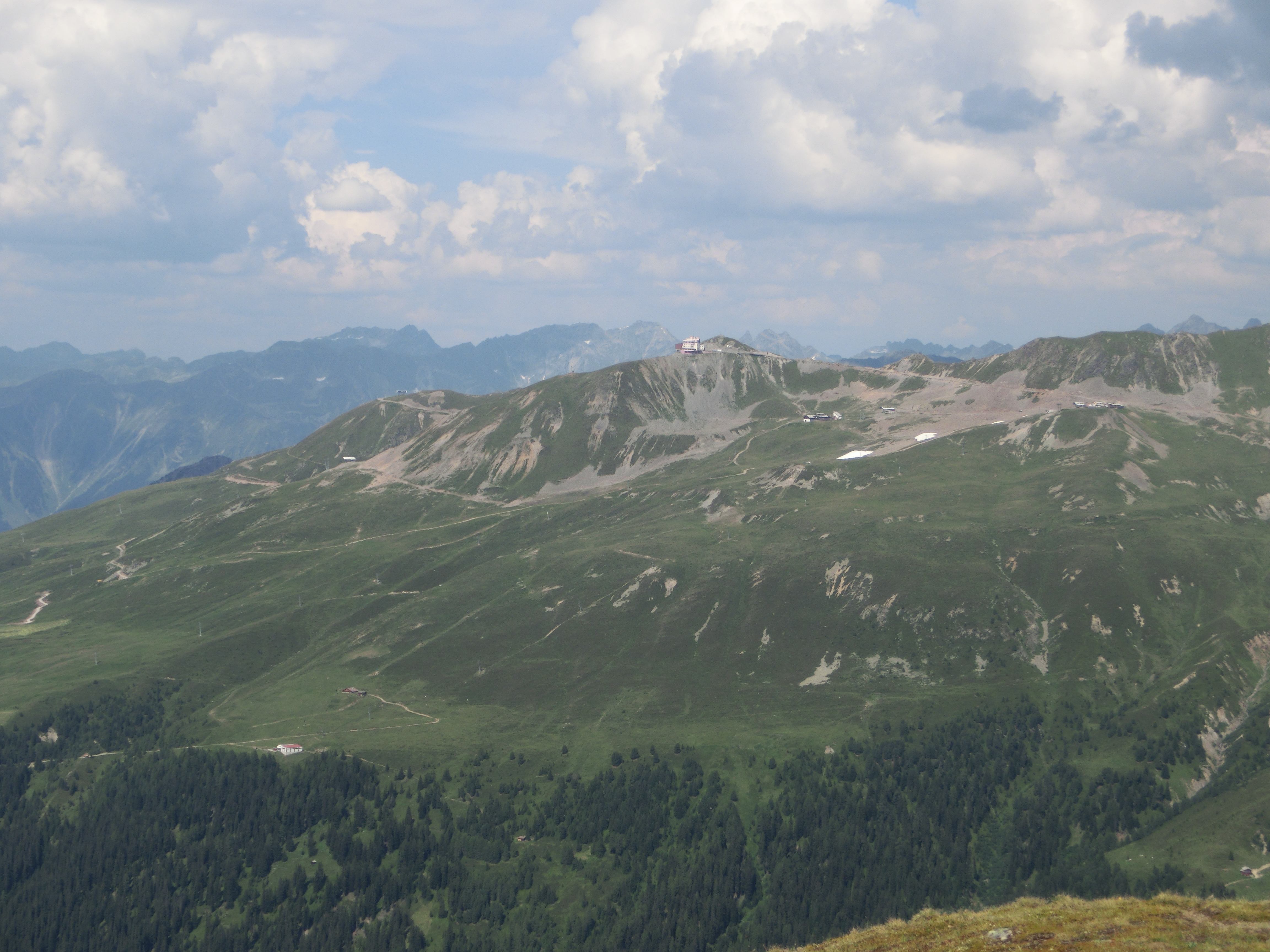
Blick nach Norden zum Jakobshorn.
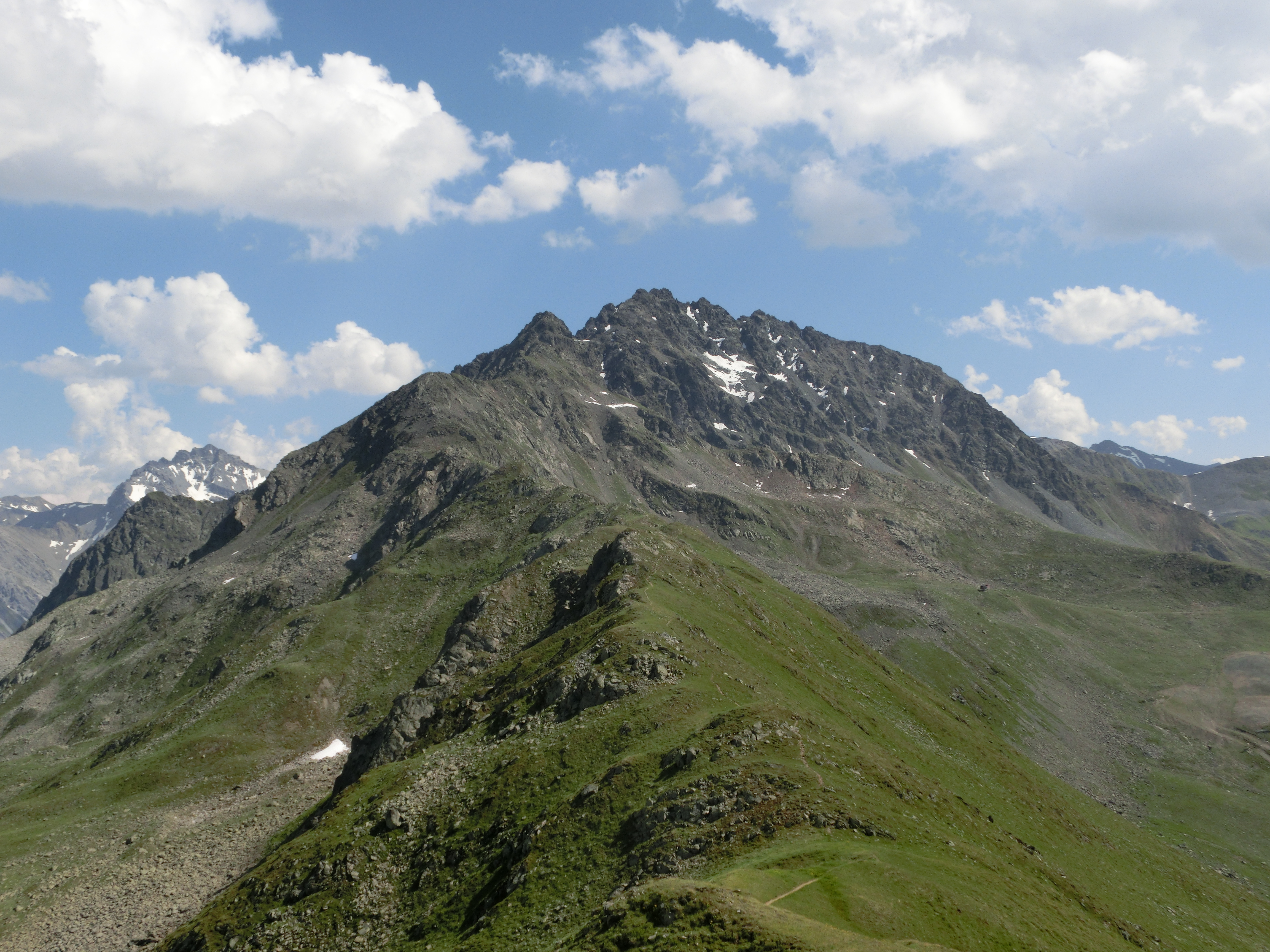
Blick nach Süden zu Marchhüreli und Leidbachhorn.